# Durangaldea
Die Comarca Durangaldea ist eine der sieben Comarcas in der Provinz Bizkaia.
Die im Südosten der Provinz gelegene Comarca umfasst 14 Gemeinden auf einer Fläche von 297,21 km².

## Gemeinden
| Gemeinde            | Einwohner (2024) | Fläche km² | Dichte Einw./km² | Cod INE | Postleitzahl |
| ------------------- | ---------------- | ---------- | ---------------- | ------- | ------------ |
| Abadiño             | 7.742            | 36,06      | 215              | 48001   | 48220        |
| Amorebieta-Etxano   | 19.678           | 58,46      | 337              | 48003   | 48340        |
| Atxondo             | 1.356            | 23,21      | 58               | 48091   | 48291        |
| Berriz              | 4.600            | 30,07      | 153              | 48019   | 48240        |
| Durango             | 29.887           | 10,91      | 2.739            | 48027   | 48200        |
| Elorrio             | 7.266            | 37,20      | 195              | 48032   | 48230        |
| Ermua               | 15.627           | 6,17       | 2.533            | 48034   | 48260        |
| Garai               | 342              | 7,12       | 48               | 48039   | 48200        |
| Iurreta             | 3.873            | 18,84      | 206              | 48910   | 48215        |
| Izurtza             | 230              | 4,28       | 54               | 48050   | 48213        |
| Mallabia            | 1.157            | 23,36      | 50               | 48058   | 48269        |
| Mañaria             | 531              | 17,55      | 30               | 48059   | 48212        |
| Otxandio            | 1.357            | 12,42      | 109              | 48072   | 48210        |
| Zaldibar            | 3.027            | 11,56      | 262              | 48095   | 48250        |
| Comarca Durangaldea | 96.673           | 297,21     | 325              | –       | –            |